# 関市立旭ヶ丘中学校
関市立旭ヶ丘中学校（せきしりつ あさひがおかちゅうがっこう）は、岐阜県関市にある公立中学校。

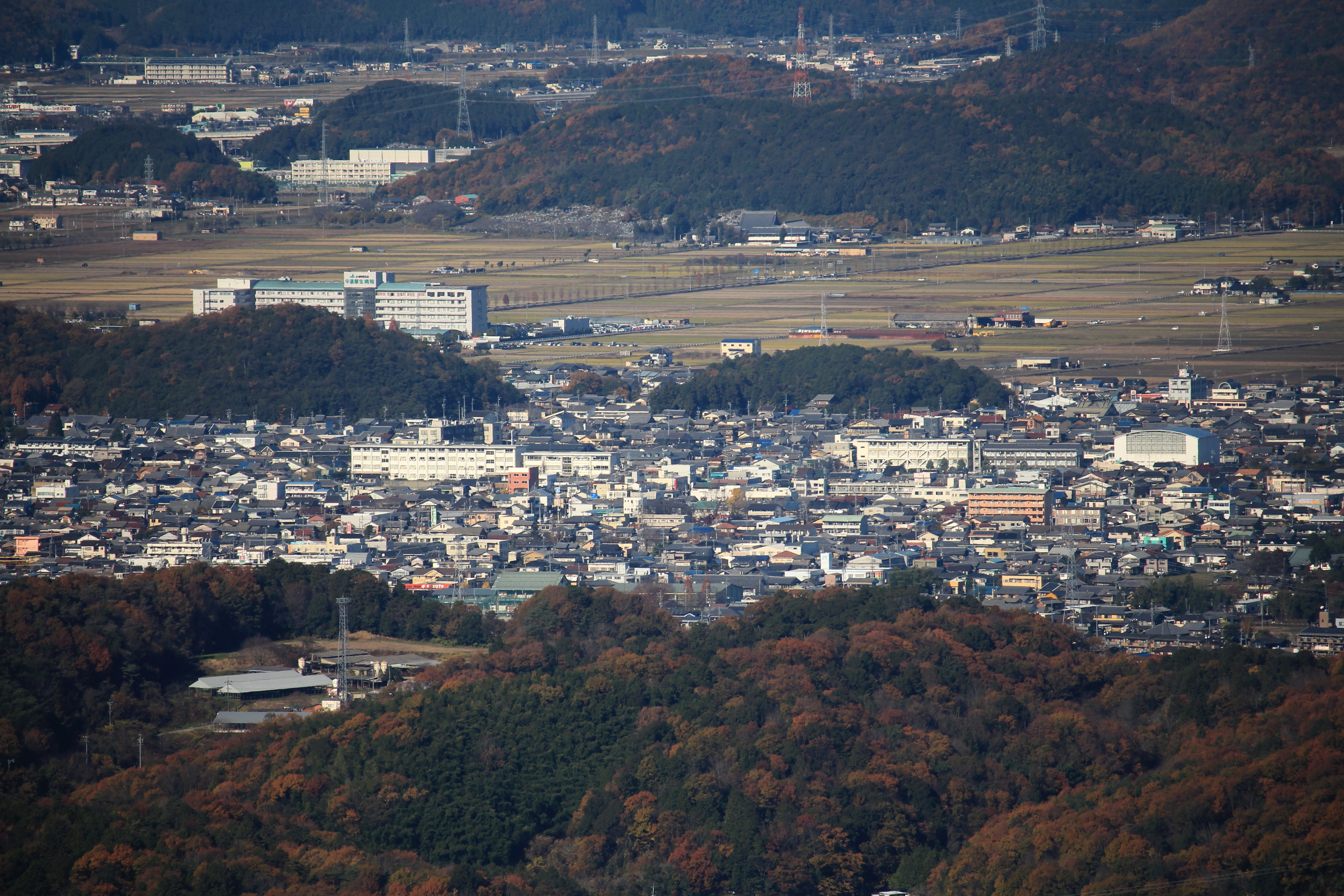
南東側から望む関市立旭ヶ丘小学校（左）と関市立旭ヶ丘中学校（右）

## 沿革
- 1947年（昭和22年）7月 - 関町立第一中学校を分割し、2つの中学校（関町立第一小学校校区の中学校と関町立関第二小学校校区の中学校）にすることが決まるが、同時期に富岡村との組合立中学校の動きがあり、混乱する。
- 1948年（昭和23年）7月 - 現在地に関町立第一中学校の分校として開校。校区は関第二小学校校区。富岡村との組合立中学校の設立の問題の影響もあり、富岡村の鋳物師屋、宮地、島の生徒を受け入れる。
- 1949年（昭和24年）
  - 4月 - 関町立旭ヶ丘中学校に改称。校舎が完成。
  - 10月1日 - 富岡村が分割され、大平賀地区は富田村に、残りの地区は関町に編入される。これにより旧・富岡村の市平賀、月森、肥田瀬地区の生徒が転入する。
- 1950年（昭和25年）10月15日 - 関町が市制施行し関市となる。同時に関市立旭ヶ丘中学校に改称する。
- 1963年（昭和38年） - 校舎（北校舎）が完成。
- 1969年（昭和44年）4月 - 田原中学校を統合する[注釈 1]。田原分教場を設置。
- 1970年（昭和45年）4月 - 校舎（西舎）が完成。田原分教場を廃止。
- 1971年（昭和46年） - 校舎を増築する。
- 1975年（昭和50年） - プールが完成。
- 1982年（昭和57年） - 北校舎を取り壊し。新校舎（北舎）が完成。
- 1987年（昭和62年） - 桜ヶ丘中学校を分離。
- 2007年（平成19年） - 校舎（東舎）が完成。西舎を耐震工事。

## 通学区域[1]
- 黒屋
- 西本郷
- 若草通3丁目、若草通5丁目
- 西本郷通4丁目、西本郷通5丁目、西本郷通6丁目、西本郷通7丁目
- 東本郷通1丁目、東本郷通2丁目
- 東本郷
- 安桜山（安桜小学校の区域外の区域）
- 観音山
- 本郷町
- 伊勢町
- 出来町
- 吉田町
- 西町
- 吉本町
- 花園町
- 大平町1丁目、大平町2丁目、大平町3丁目
- 長谷寺町
- 美和町
- 末広町
- 吾妻町
- 住吉町
- 西門前町
- 東門前町
- 長住町
- 美園町
- 相生町
- 上利町
- 観音前
- 大門町1丁目、大門町2丁目、大門町3丁目
- 新堀町
- 仲町
- 吉野町
- 円保通1丁目、円保通2丁目、円保通3丁目
- 東町1丁目
- 旭ケ丘1丁目、旭ケ丘2丁目、旭ケ丘3丁目
- 西旭ケ丘
- 宮地町
- 関口町1丁目、関口町2丁目、関口町4丁目
- 南出
- 東新町1丁目、東新町2丁目、東新町3丁目、東新町4丁目、東新町5丁目、東新町6丁目、東新町7丁目
- 平賀町1丁目、平賀町2丁目、平賀町3丁目、平賀町4丁目、平賀町5丁目、平賀町6丁目、平賀町7丁目、平賀町8丁目
- 市平賀
- 肥田瀬（桜ヶ丘小学校の区域外の区域）
- 塔ノ洞
- 東本郷通3丁目、東本郷通4丁目、東本郷通5丁目、東本郷通6丁目
- 東野町
- 東町2丁目、東町3丁目、東町4丁目、東町5丁目
- 東山
- 東山1丁目、東山2丁目、東山3丁目、東山4丁目
- 東出町

## 進学前小学校
- 旭ヶ丘小学校
- 富岡小学校

## 交通アクセス
- 長良川鉄道越美南線関口駅下車、徒歩約5分。